# Campeonato Carioca 1923
In 1923 werd het achttiende Campeonato Carioca gespeeld voor voetbalclubs uit de toen nog Braziliaanse hoofdstad Rio de Janeiro. De competitie werd gespeeld van 15 april tot 26 augustus. Nieuwkomer Vasco da Gama werd de kampioen.
De competitie werd verdeeld in een Serie A en een Serie B. Beide maken deel uit van de hoogste klasse, maar enkel de Serie A, waar de sterkere teams spelen, levert de kampioen af. De winnaar van de Serie B speelt een play-off om het jaar erop in de Serie A te mogen spelen. 

## Serie A
| Plaats | Club             | Wed. | W  | G | V  | Saldo | Ptn. |
| ------ | ---------------- | ---- | -- | - | -- | ----- | ---- |
| 1.     | Vasco da Gama    | 14   | 12 | 1 | 1  | 32:19 | 25   |
| 2.     | Flamengo         | 14   | 8  | 3 | 3  | 39:23 | 19   |
| 3.     | São Cristóvão AC | 14   | 8  | 1 | 5  | 34:23 | 17   |
| 4.     | Fluminense       | 14   | 5  | 4 | 5  | 33:26 | 14   |
| 5.     | America          | 14   | 5  | 3 | 6  | 20:25 | 13   |
| 6.     | Andarahy         | 14   | 3  | 4 | 7  | 20:29 | 10   |
| 6.     | Bangu            | 14   | 3  | 4 | 7  | 28:43 | 10   |
| 8.     | Botafogo         | 14   | 2  | 0 | 12 | 21:39 | 4    |

|  | Kampioen                 |
|  | Naar degradatie play-off |

## Serie B
| Plaats | Club         | Wed. | W | G | V  | Saldo | Ptn. |
| ------ | ------------ | ---- | - | - | -- | ----- | ---- |
| 1.     | Villa Isabel | 14   | 9 | 3 | 2  | 42:17 | 21   |
| 2.     | Mangueira    | 14   | 9 | 3 | 2  | 27:12 | 21   |
| 3.     | Carioca FC   | 14   | 8 | 1 | 5  | 37:19 | 17   |
| 3.     | Mackenzie    | 14   | 8 | 1 | 5  | 36:23 | 17   |
| 5.     | River        | 14   | 5 | 4 | 5  | 23:25 | 14   |
| 6.     | Brasil       | 14   | 5 | 0 | 9  | 28:33 | 10   |
| 6.     | Palmeiras    | 14   | 3 | 2 | 9  | 13:35 | 8    |
| 8.     | Americano    | 14   | 2 | 0 | 12 | 15:57 | 4    |

|  | Finale om de titel |

### Finale
|              |              |       |           |  |
| 20 september | Villa Isabel | 3 – 2 | Mangueira |  |
| 20 september |              |       |           |  |

## Play-off
|            |               |       |              |                                                                                     |
| 14 oktober | Botafogo      | 3 – 1 | Villa Isabel | Laranjeiras, Rio de Janeiro Scheidsrechter: Arthur Antunes de Moraes e Castro "Laís |
| 14 oktober | Neko Alkindar |       | Latá         | Laranjeiras, Rio de Janeiro Scheidsrechter: Arthur Antunes de Moraes e Castro "Laís |

### Kampioen
| Campeonato Carioca de 1923        |
| Rio de Janeiro                    |
| --------------------------------- |
| VASCO DA GAMA Kampioen (1° titel) |